# Tipulodina succinipennis
Tipulodina succinipennis är en tvåvingeart som beskrevs av Alexander 1930. Tipulodina succinipennis ingår i släktet Tipulodina och familjen storharkrankar. Inga underarter finns listade i Catalogue of Life.